# Шапел де Мардор
Шапел де Мардор (фр. Chapelle-de-Mardore) насеље је и општина у источној Француској у региону Рона-Алпи, у департману Рона која припада префектури Вилфранш сир Саон.
По подацима из 1999. године у општини је живело 157 становника, а густина насељености је износила 27 становника/km². Општина се простире на површини од 5,79 km². Налази се на средњој надморској висини од 550 метара (максималној 745 m, а минималној 498 m).

## Демографија
| 1962. | 1968. | 1975. | 1982. | 1990. | 1999. |
| ----- | ----- | ----- | ----- | ----- | ----- |
| 196   | 206   | 181   | 172   | 187   | 157   |

График промене броја становника у току последњих година